# 청주중앙여자고등학교
청주중앙여자고등학교(淸州中央女子高等學校)는 대한민국 충청북도 청주시 서원구 사창동에 있는 공립 고등학교이다.

## 학교 연혁
- 1974년 12월 27일 : 청주중앙여자고등학교 설립 및 학칙인가
- 1975년 3월 5일 : 개교식 및 신입생 입학식(364명)
- 1978년 2월 6일 : 제1회 졸업식
- 1990년 6월 1일 : 청주중앙고등학교 교명 변경 인가
- 1993년 2월 12일 : 제16회 졸업식 후 폐교(534명, 연 8,558명) [청주외국어고등학교 개교(92. 3. 2.),  충북예술고등학교 교명변경(93. 2. 23.)]
- 1998년 3월 3일 : 청주중앙여자고등학교 복원(10학급 481명)
- 2009년 8월 25일 : 매화학사 개관
- 2011년 4월 19일 : 본관교사 그린스쿨 및 급식소 준공
- 2016년 5월 3일 : 과학중점학교 선정
- 2024년 2월 7일 : 제40회 졸업식(260명, 연 18,739명)
- 2024년 3월 1일 : 제25대 최명렬 교장 부임
- 2024년 3월 4일 : 신입생 입학식

## 참고 자료
- 청주중앙여자고등학교 - 한국교육학술정보원 학교알리미